# John Sinnich
 (novembre 2023).
John Sinnich, né  en 1606 à Cork, en Irlande, et mort en 6 mai 1666 à Louvain, est un théologien catholique irlandais.

## Biographie
Exilé à Louvain, il fut professeur de théologie et président du Collège du Saint-Esprit. Janséniste de la première heure, il est violemment attaqué en 1651 par la Déclaration anti-janséniste des Irlandais de Paris. Il a cherché à établir la concordance exacte entre la pensée de Jansénius et celle d'Augustin, en composant un index, et était réputé pour sa connaissance des pères de l'Église (« M. Sinnich, que vous appelez antiquaire parce qu'il était fort bien instruit de la doctrine des anciens Pères », écrit Arnauld à Steyaert, cité par Neveu 1993, 239). Dans son Trias (1948), il rassemble les « propres paroles » d'Augustin, Fulgence et Prosper « sans aucun ajout », et l'on juge en général que les titres et sommaires - seule réelle contribution par rapport aux textes - seraient en fait d'Antoine Arnauld (voir la préface historique et critique aux Œuvres, vol. I, p. LXXV). Sinnich est également connu pour ses attaques en règle contre la théologie probabiliste, notamment celle de Juan Caramuel y Lobkowitz et Tommaso Tamburini, dans son ouvrage de 1662.

## Œuvres imprimées
- Saul ex-Rex sive de Saule, israeliticae gentis protomonarcha, divinitus primum sublimato, ac deinde ob violatam religionem principatu vitaque exuto, Lovanii, 1662 ;
- Molinomachia, hoc est Molinistarum in Augustinum Jansenii Antistis Iprensis insultus novissimus, Paris, 1650 ;
- Sanctorum Patrum de Gratia Christi et libero arbitrio dimicantium Trias, Augustinus Hipponensis, Prosper Aquitanus, Fulgentius Ruspensis adversus Pelagium, Cassianum, Faustum. Quorum propria verba sine ullo additamento summa fide referuntur, s.l., 1648.